# Josef Mengele
Josef Mengele [ˈjoːzɛf ˈmɛŋələ], né le 16 mars 1911 à Guntzbourg et mort le 7 février 1979 à Bertioga (Brésil), est un officier allemand de la Schutzstaffel (SS), criminel de guerre qui exerça comme médecin dans le camp d'extermination d'Auschwitz durant la Seconde Guerre mondiale. Maillon actif de la Shoah et de la Porajmos, il participa à la sélection des déportés voués à un gazage immédiat et réalisa diverses expérimentations « médicales » meurtrières sur de nombreux détenus. Après la guerre, il s'enfuit en Amérique du Sud où il meurt en 1979 sans jamais avoir été jugé pour ses actes.
Né en Bavière, Mengele obtint des doctorats en anthropologie et en médecine à l'université de Munich avant de rejoindre le parti nazi en 1937 puis la SS en 1938. Durant la guerre, il fut déployé dans un bataillon médical sur le Front de l'Est avant d'être transféré à Auschwitz au début de l'année 1943. S'intéressant à la génétique, il y vit l'occasion de mener ses recherches sur des sujets humains, Russes, Juifs ou Roms pour la plupart, sans aucun égard pour leur dignité, leurs souffrances et leurs vies. Il quitta le camp en janvier 1945 peu avant l'arrivée de l'Armée rouge. Ses victimes, témoins de ses exactions, le surnommèrent « l'Ange de la mort ».
Bien qu'arrêté par les troupes américaines, il ne fut pas identifié comme criminel de guerre et il rejoignit l'Argentine en juillet 1949 avec l'aide d'anciens SS. Il vécut à Buenos Aires avant de s'enfuir au Paraguay en 1959 et au Brésil l'année suivante pour échapper aux enquêteurs allemands et israéliens. Malgré les mandats d'arrêt émis par le gouvernement allemand et les opérations clandestines du service de renseignement israélien du Mossad, Mengele ne fut pas capturé et il se noya alors qu'il se baignait près de São Paulo en 1979. Il fut enterré sous un faux nom et ses restes ne furent exhumés et identifiés qu'en 1985.

## Jeunesse
Josef Mengele est né le 16 mars 1911 à Guntzbourg dans le royaume de Bavière appartenant à l'Empire allemand. Il était le fils aîné des trois enfants de Karl Mengele et Walburga née Hupfauer ; ses deux frères s'appelaient Karl et Alois. Son père Karl, lui aussi nazi, était le fondateur et propriétaire d'une manufacture de machines agricoles ; après la guerre, il devient conseiller municipal puis maire de Guntzbourg, qui lui offre la médaille de citoyen d'honneur, lui dédiant le nom d'une rue.
Joseph Mengele était un élève studieux passionné de musique, d'art et de ski. À la fin de ses études secondaires en avril 1930, il intégra l'université de Munich pour y étudier la médecine. Munich était alors le centre du parti nazi dirigé par Adolf Hitler et le jeune homme rejoignit en 1931 l'organisation paramilitaire d'extrême droite Stahlhelm, Bund der Frontsoldaten qui fut absorbée en 1934 dans le Sturmabteilung nazi,,.
En 1935, Mengele obtint son doctorat en anthropologie à l'université de Munich et en janvier 1937, il devint l'assistant d'Otmar von Verschuer, un médecin de l'« Institut de biologie héréditaire et d'hygiène raciale » de Francfort. Il s'intéressa notamment aux facteurs génétiques responsables de la fente labio-palatine et de la fossette du menton et sa thèse sur le sujet lui valut un doctorat cum laude en médecine en 1938. Dans une lettre de recommandation, von Verschuer loua le sérieux de Mengele et sa capacité à exposer simplement et clairement des questions complexes. Le psychiatre et auteur américain Robert Jay Lifton note que ses travaux ne différaient pas particulièrement du consensus scientifique de l'époque et que leur valeur scientifique aurait été admise même en dehors des frontières de l'Allemagne nazie.
Le 28 juillet 1939, Mengele épousa Irene Schönbein qu'il avait rencontrée durant son internat à Leipzig. Le couple eut un fils, Rolf, né en 1944.

## Carrière militaire
Mengele rejoignit le parti nazi en 1937 et la Schutzstaffel (SS) l'année suivante. Il effectua son service militaire dans les troupes de montagne et fut mobilisé dans la Wehrmacht en juin 1940 quelques mois après le début de la Seconde Guerre mondiale. Il se porta volontaire pour le service médical de la Waffen-SS, la branche militaire de la SS, et fut déployé avec le grade de SS-Untersturmführer (sous-lieutenant) dans un bataillon médical de réserve jusqu'en novembre 1940. Il fut ensuite assigné au sein du Rasse- und Siedlungshauptamt (RuSHA, « Bureau pour la race et le peuplement ») à Posen avec pour mission d'évaluer les candidats à la germanisation,.
En juin 1941, Mengele fut posté en Ukraine où il reçut la croix de fer de 2e classe et en janvier 1942, il intégra la 5e Panzerdivision SS Wiking comme médecin au sein du bataillon « SS-Pionier ». Peu après, il secourut deux soldats d'un char en feu et fut récompensé par la croix de fer de 1re classe et l'insigne des blessés en noir. Il fut grièvement blessé lors des combats près de Rostov-sur-le-Don à l'été 1942 et fut déclaré inapte pour le service actif. Renvoyé à l'arrière, il fut transféré au bureau de Berlin du RuSHA et il recommença à travailler avec von Verschuer qui se trouvait alors à l'Institut Kaiser-Wilhelm d'anthropologie, d'hérédité humaine et d'eugénisme. Mengele fut promu SS-Hauptsturmführer (capitaine) en avril 1943,,.
Au début de l'année 1943, von Verschuer encouragea Mengele à demander son transfert dans le département chargé des camps de concentration où il pourrait poursuivre ses recherches génétiques sur des sujets humains,. Sa demande fut approuvée et il fut affecté au camp d'Auschwitz-Birkenau où le responsable médical Eduard Wirths le nomma médecin en chef du Zigeunerfamilienlager où étaient détenues les familles roms,.

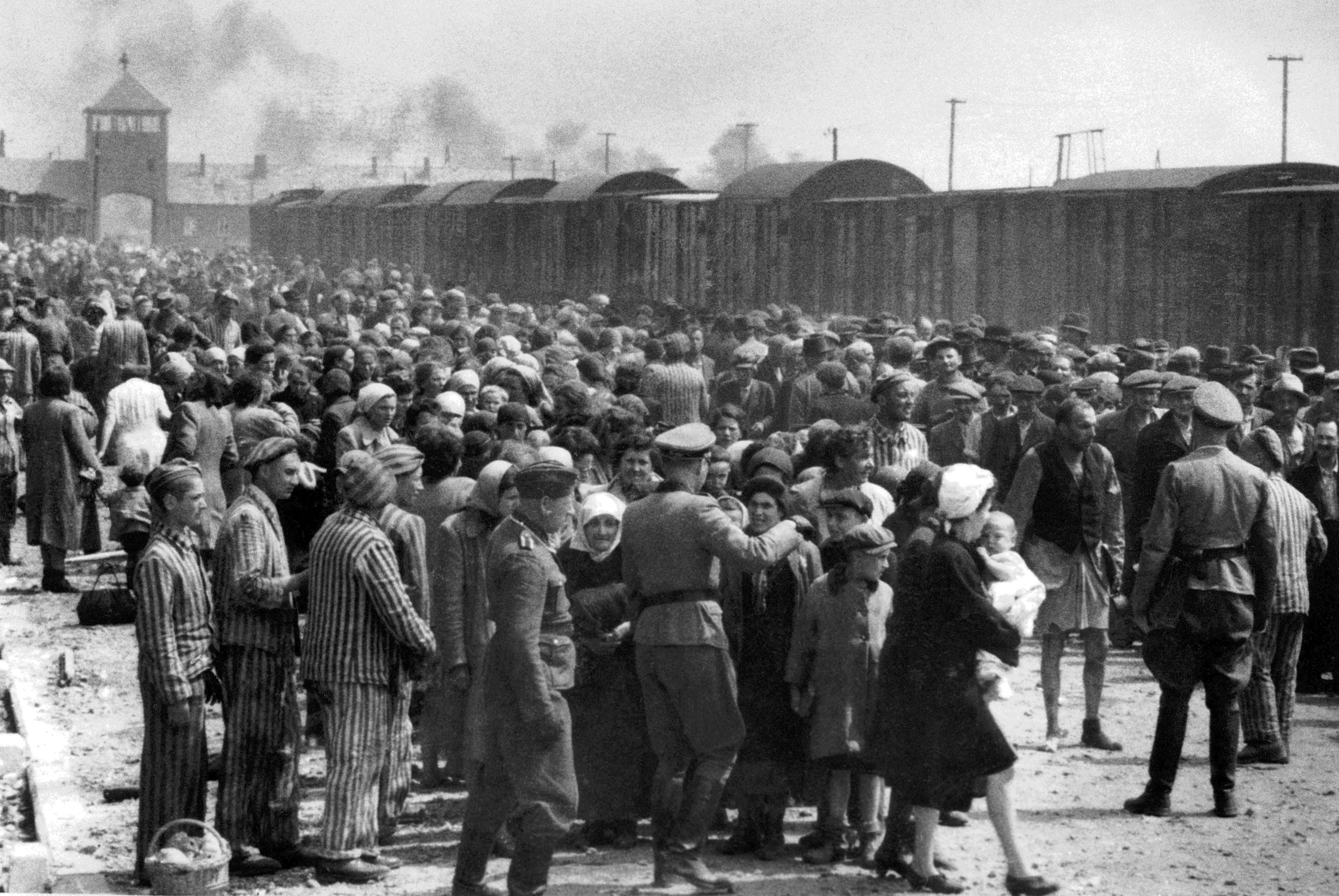
Photographie d'une sélection des prisonniers pour les travaux forcés ou les chambres à gaz. Auschwitz-II (Birkenau), mai/juin 1944.

Le camp d'Auschwitz-Birkenau associait un camp de concentration et un camp d'extermination,. Des déportés majoritairement juifs originaires de toute l'Europe arrivaient chaque jour par train et les médecins SS réalisaient une sélection des prisonniers entre ceux capables de travailler et les autres qui étaient envoyés directement dans les chambres à gaz,. Ce dernier groupe, représentant plus des trois-quarts des arrivants, incluait presque tous les enfants, les femmes enceintes, les personnes âgées et celles jugées inaptes après un rapide examen,,. Mengele, l'un des médecins affectés à cette sélection, profitait de cette tâche pour choisir des sujets pour ses expériences ; il était notamment très intéressé par les jumeaux pour ses recherches génétiques,. À la différence de la plupart de ses collègues qui voyaient les sélections comme une mission éprouvante et difficile, Mengele semblait les apprécier et on le voyait souvent sourire ou siffler une chanson,.

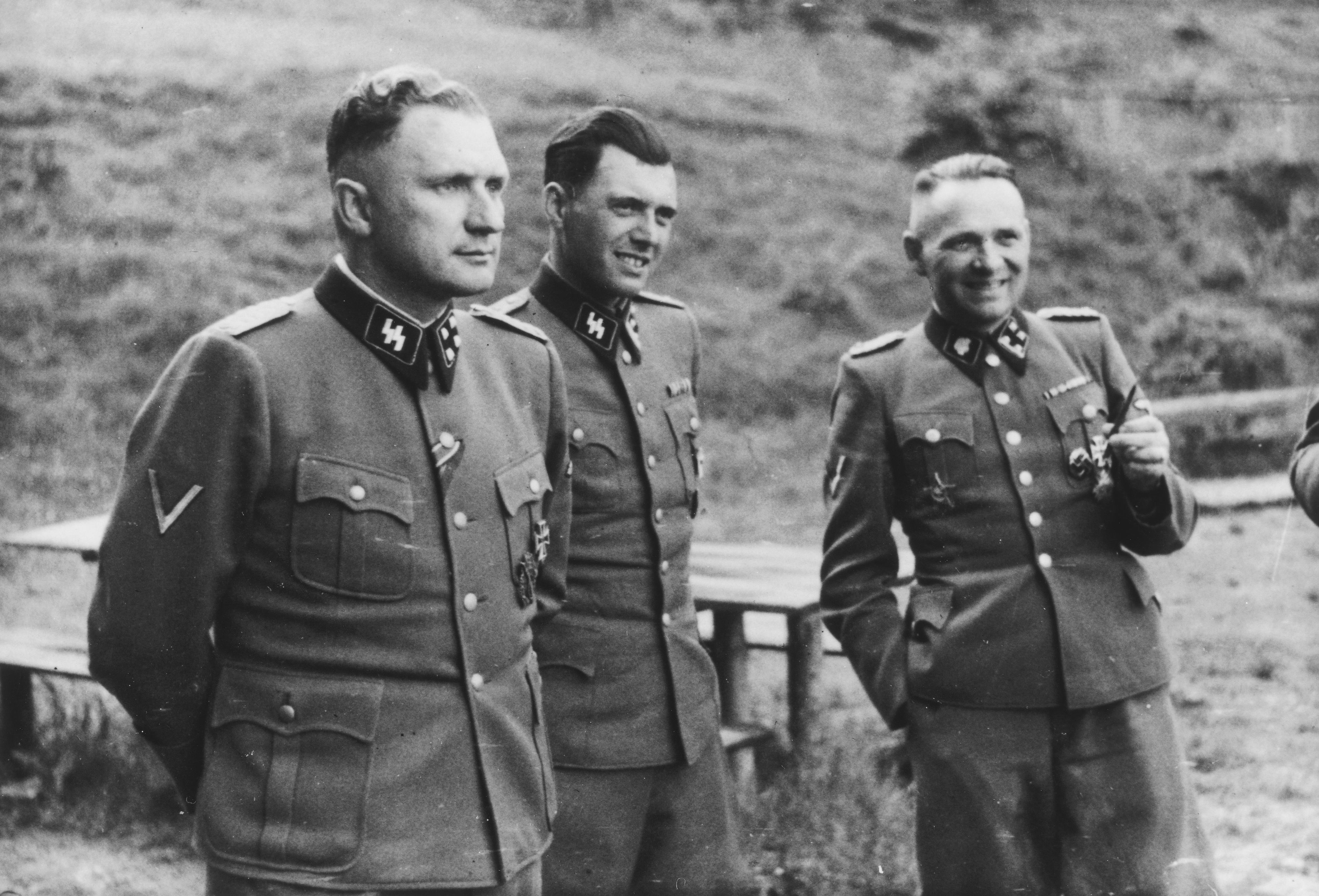
Josef Mengele (au milieu), entouré de Richard Baer et Rudolf Höss, Solahütte, 1944. Album Höcker.

Mengele et les autres médecins SS ne soignaient pas les prisonniers mais supervisaient les activités des médecins déportés contraints de travailler dans les dispensaires du camp. Mengele visitait chaque semaine les baraquements médicaux et envoyait dans les chambres à gaz tous les patients qui n'avaient pas récupéré au bout de deux semaines. Il faisait également partie de l'équipe de médecins chargés du contrôle de l'administration du Zyklon-B utilisé pour tuer les détenus dans les chambres à gaz.
Lorsqu'une épidémie de noma, une infection gangreneuse du visage, éclata dans le camp des Roms en 1943, Mengele mena des recherches pour en identifier la cause et développer un traitement. Il s'adjoint les services de Berthold Epstein, un pédiatre et professeur juif de l'université Charles de Prague qui avait été déporté à Auschwitz. Il isola les patients dans des baraquements séparés et fit exécuter plusieurs enfants atteints pour que leurs têtes et organes soient envoyés pour examen dans d'autres établissements médicaux. Les recherches étaient toujours en cours quand le camp des Roms fut vidé et tous ses déportés exécutés en 1944.
En réponse à une épidémie de typhus dans le camp des femmes, Mengele envoya les 600 juives d'un baraquement dans les chambres à gaz. Le bâtiment fut nettoyé et désinfecté et les occupantes d'un baraquement voisin furent lavées, épouillées et reçurent de nouveaux vêtements avant d'y être réinstallées. Le processus fut répété jusqu'à ce que le typhus fût éradiqué et il fut réitéré pour d'autres épidémies comme la scarlatine. Pour ses actions, Mengele reçut la croix du mérite de guerre de 2e classe avec glaives et fut promu médecin en chef du sous-camp de Birkenau.

## Expérimentations médicales

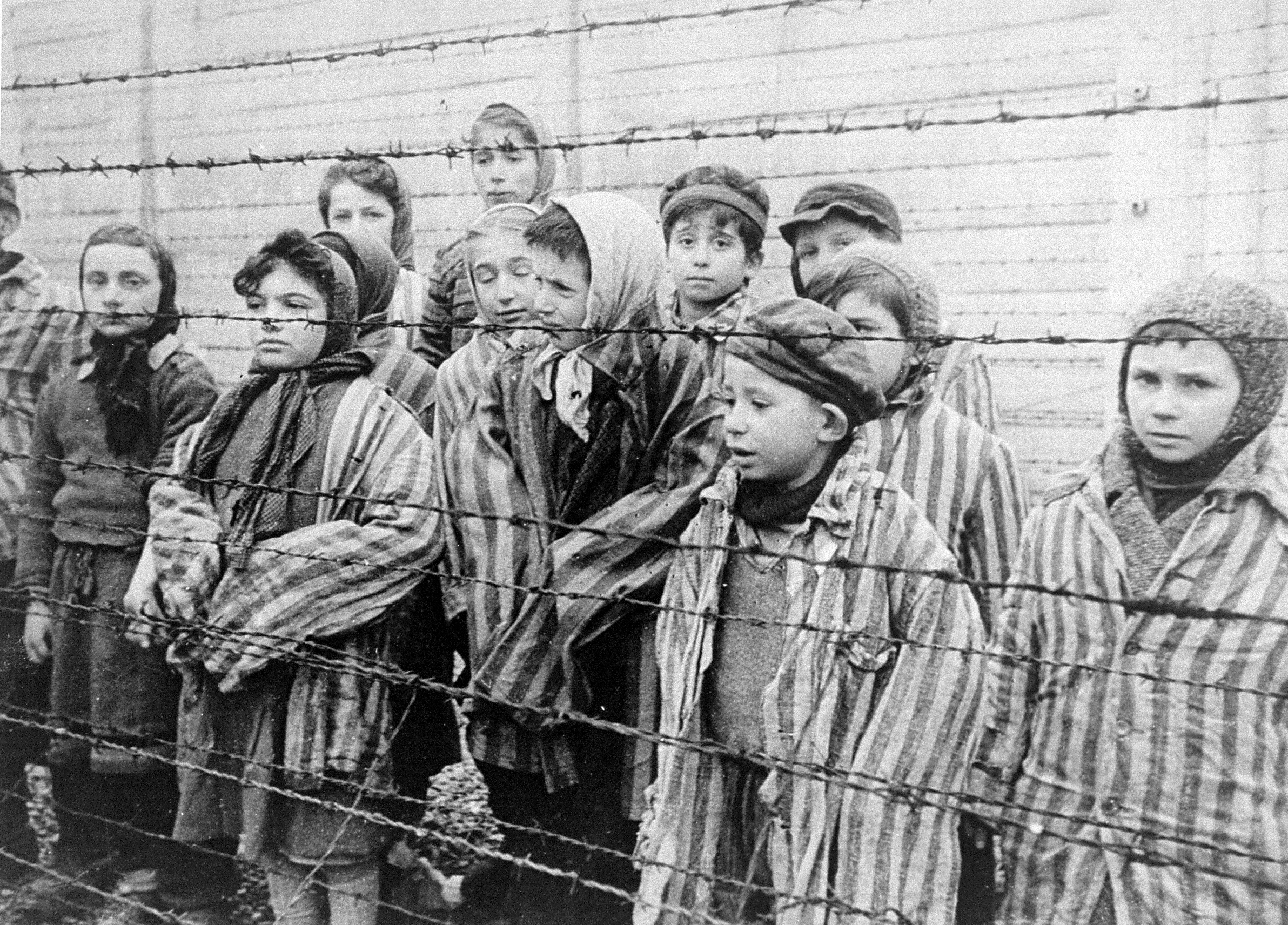
Enfants déportés à Auschwitz libérés par l'Armée rouge en janvier 1945.

Mengele utilisa Auschwitz pour poursuivre ses recherches anthropologiques et génétiques en menant des expérimentations sur les détenus sans égards pour leur vie,. Il était particulièrement intéressé par les vrais jumeaux et les personnes atteintes d'hétérochromie, de nanisme ou de difformités anatomiques. Le Deutsche Forschungsgemeinschaft, un organisme de recherche allemand, lui accorda une bourse et il envoyait régulièrement des comptes-rendus et des échantillons à von Verschuer. La subvention fut utilisée pour construire un laboratoire de pathologie à proximité du crématorium II d'Auschwitz. Miklós Nyiszli, un médecin hongrois de confession juive, déporté le 29 mai 1944, l'aida à réaliser des dissections et à préparer des échantillons dans le laboratoire. Les travaux de Mengele sur les jumeaux visaient à démontrer la supériorité de l'hérédité sur les facteurs environnementaux et ainsi appuyer la doctrine nazie de la supériorité de la race aryenne. Nyiszli et d'autres rapportèrent que ces études étaient peut-être également motivées par la volonté d'augmenter le taux de natalité en Allemagne en améliorant les chances d'avoir des jumeaux.
Les sujets d'étude de Mengele étaient mieux nourris et traités que les autres déportés et il créa un terrain de jeux pour les enfants auxquels il se présentait comme « oncle Mengele »,. Il fut néanmoins responsable de la mort d'un nombre indéterminé de prisonniers qu'il tua par injection létale et lors de ses expérimentations. Lifton le décrit comme un personnage sadique, sans empathie et extrêmement antisémite qui considérait que les juifs devaient être systématiquement éliminés. Son fils Rolf rapporta que son père ne témoigna jamais le moindre remords sur ses activités durant la guerre. Un ancien médecin déporté d'Auschwitz déclara : « Il était capable d'être si gentil avec les enfants, de se faire aimer d'eux, de leur apporter du sucre, de se préoccuper du plus petit détail de leur vie quotidienne et de faire des choses que nous admirions sincèrement... Et ensuite, à côté de cela... les crématoires fumaient, et ces enfants, demain ou dans une demi-heure, il allait les y envoyer ».
Les expériences menées par Mengele sur les jumeaux incluaient des amputations inutiles, l'infection de l'un avec le typhus ou d'autres maladies et la transfusion sanguine entre les deux. Beaucoup de ses victimes succombèrent au cours de ces expérimentations et leurs corps étaient disséqués. Si l'un des jumeaux mourait de maladie, Mengele tuait l'autre pour pouvoir comparer les autopsies. Sur les personnes atteintes d'hétérochromie, il injectait des produits chimiques dans les yeux pour essayer de modifier leur couleur et après l'exécution des patients, les yeux étaient retirés et envoyés à Karin Magnussen à Berlin. Il mena également des recherches sur des traitements expérimentaux médicamenteux ou radiologiques et envoyait les squelettes des personnes atteintes de nanisme également à Berlin. Vera Alexander, une déportée, rapporta comment il avait opéré deux jumeaux roms pour essayer d'en faire des siamois mais les enfants moururent après plusieurs jours d'agonie,.

## Après-guerre
Avec plusieurs autres médecins d'Auschwitz, Mengele fut transféré au camp de Gross-Rosen le 17 janvier 1945 et il emporta avec lui deux caisses d'échantillons et de documents sur ses expériences,. L'Armée rouge libéra Auschwitz le 27 janvier. Mengele quitta Gross-Rosen le 18 février, une semaine avant l'arrivée des troupes soviétiques, et il se rendit à Saaz déguisé en officier de la Wehrmacht. Il y confia ses documents à une infirmière avec qui il avait une relation et s'enfuit vers l'ouest pour éviter d'être capturé par les Soviétiques ; il fut fait prisonnier par les forces américaines en juin. Il fut initialement enregistré sous son vrai nom mais en raison de la situation chaotique de l'immédiat après-guerre et du fait qu'il ne portait pas l'habituel tatouage des SS avec leur groupe sanguin, il ne fut pas identifié comme criminel de guerre. 
Il fut libéré à la fin du mois de juillet et obtint de faux papiers sous le nom de « Fritz Ullman » qu'il modifia par la suite en « Fritz Hollmann ». Après plusieurs mois d'errance dont un passage en zone d'occupation soviétique pour récupérer ses documents d'Auschwitz, Mengele trouva un travail comme ouvrier agricole près de Rosenheim. Craignant que sa capture ne se solde par un procès et une condamnation à mort, il quitta l'Allemagne le 17 avril 1949,. Aidé par un réseau d'anciens SS, il se rendit à Gênes où le Comité international de la Croix-Rouge lui donna un passeport sous le nom de « Helmut Gregor » et il prit la mer pour l'Argentine en juillet. Son épouse refusa de l'accompagner et ils divorcèrent par correspondance en 1954.
À Buenos Aires, Mengele travailla comme charpentier et résida dans une pension du faubourg de Vicente Lopez. Après quelques semaines, il s'installa chez un sympathisant nazi dans le quartier plus aisé de Florida et travailla comme commercial dans l'entreprise familiale de machines agricoles ; à partir de 1951, il réalisa de fréquents déplacements au Paraguay dans le cadre de ses activités. Il déménagea dans un appartement du centre de Buenos Aires et la même année, il emprunta à sa famille pour investir dans une entreprise de charpenterie. Des documents publiés par le gouvernement argentin en 1992 indiquent que Mengele a peut-être pratiqué illégalement la médecine, dont des avortements, alors qu'il résidait dans la capitale. Durant cette période à Buenos Aires, il côtoiera plusieurs membres de la nazi society d'Argentine, notamment Karl Klingenfuss (de), Ludolf-Hermann von Alvensleben, Constantin von Neurath (fils de Konstantin von Neurath), Simon Sabiani, Adolf Eichmann (sous le nom de Ricardo Klement), Otto Skorzeny, Ronald Richter (en), Robert Pincemin, Eduard Roschmann, Gerhard Bohne (directeur du programme T4), Wilfred von Oven (en), Willem Sassen (en), Kurt Tank, Hans-Ulrich Rudel et les fascistes Carlo Scorza, Vittorio Mussolini et Ante Pavelić. Tous les 20 avril ils feront une procession aux flambeaux en honneur de l'anniversaire du Führer déchu.
Après avoir obtenu une copie de son acte de naissance via l'ambassade ouest-allemande en 1956, Mengele obtint un permis de séjour argentin sous son vrai nom. Il utilisa ce document pour recevoir un passeport ouest-allemand, également sous sa véritable identité, et il se rendit en Europe,. Il rencontra son fils Rolf, auquel on avait dit qu'il était son « oncle Fritz », et l'emmena faire du ski en Suisse avant de passer une semaine dans la maison de sa belle-sœur veuve Martha à Guntzbourg,. À son retour en Argentine en septembre, Mengele commença à vivre sous son vrai nom et il fit venir Martha et son fils Karl Heinz un mois plus tard. Ils emménagèrent ensemble et les deux se marièrent lors de vacances en Uruguay en 1958,. Avec plusieurs autres médecins, il fut interrogé par la police en 1958 après la mort d'une adolescente des suites d'un avortement. Craignant que la publicité autour de l'affaire n'entraîne la découverte de son passé nazi, il entreprit un long voyage d'affaires au Paraguay dont il obtint la nationalité sous le nom de José Mengele en 1959. Il retourna plusieurs fois à Buenos Aires pour s'occuper de ses affaires et rendre visite à sa famille qui rentra en Allemagne en décembre 1960.
Le nom de Mengele fut mentionné à plusieurs reprises durant le procès de Nuremberg mais les Alliés le croyaient mort, conviction renforcée par les déclarations de sa première épouse et de sa famille. Les chasseurs de nazis Simon Wiesenthal et Hermann Langbein rassemblèrent des témoignages sur ses activités durant la guerre et durant ses recherches ; Langbein découvrit les papiers de divorces de Mengele qui indiquaient une adresse à Buenos Aires. Wiesenthal et lui firent pression sur le gouvernement ouest-allemand pour qu'il émette un mandat d'arrêt international le 5 juin 1959 et lance une procédure d'extradition,. L'Argentine commença par refuser car le fugitif n'habitait plus à l'adresse indiquée, et quand l'extradition fut approuvée le 30 juin 1960, Mengele s'était déjà enfui au Paraguay où il vivait dans une ferme près de la frontière argentine.
En mai 1960, le service de renseignement israélien du Mossad organisa à Buenos Aires la capture d'Adolf Eichmann, responsable de la logistique de la déportation des juifs durant la Shoah. Lors de son interrogatoire, Eichmann donna l'adresse d'une pension utilisée comme refuge par les fugitifs nazis, en Argentine. La surveillance de la résidence ne permit pas de repérer Mengele ou les membres de sa famille et le postier indiqua que si ce dernier avait jusque récemment reçu du courrier sous son vrai nom à cette adresse, il avait depuis déménagé sans donner son nouveau lieu de résidence. L'enquête auprès de l'entreprise de charpenterie où il avait des parts ne donna aucune piste aux agents israéliens.
Alors qu'elle avait fourni à Mengele les documents officiels sous son vrai nom en 1956, ce qui lui avait permis de régulariser sa situation en Argentine, l'Allemagne de l'Ouest offrit une récompense pour sa capture. La publication dans les médias de ses activités durant le conflit avec des photographies du fugitif poussèrent Mengele à déménager à nouveau en 1960. L'ancien pilote de bombardier Hans-Ulrich Rudel le mit en contact avec le sympathisant nazi Wolfgang Gerhard qui l'aida à passer au Brésil,. Mengele résida dans la ferme de Gerhard près de São Paulo avant de rejoindre un couple d'expatriés hongrois dénommés Géza et Gitta Stammer. Grâce à un apport financier de Mengele, le couple acheta une ferme à Nova Europa en 1962 puis une seconde à Serra Negra du nom de Santa Luzia. Gerhard avait dit aux Stammer que le nom de Mengele était « Peter Hochbichler » mais quand ils découvrirent sa véritable identité, il les convainquit de ne pas le dénoncer aux autorités en avançant qu'ils pourraient être accusés de l'avoir protégé. Les relations entre les Stammer et Mengele sont instables et à plusieurs reprises la famille Mengele doit intervenir en envoyant de l'argent. L'objectif était également de maintenir le criminel de guerre hors de portée des autorités, sans quoi l'entreprise familiale Mengele Agrartechnik (de) serait affectée par une mauvaise image dans la presse. Informée de la possibilité que le fugitif se soit réfugié au Brésil, l'Allemagne de l'Ouest étendit son mandat d'arrêt à ce pays en février 1961.
Dans le même temps, Zvi Aharoni, l'un des agents du Mossad ayant participé à la capture d'Eichmann, fut placé à la tête d'une équipe chargée de localiser et d'arrêter Mengele. Les enquêtes au Paraguay ne donnèrent rien et ils ne parvinrent pas à intercepter la correspondance entre Mengele et son épouse Martha qui vivait alors en Italie. Aharoni et ses hommes suivirent néanmoins Gerhard jusque dans une région rurale près de São Paulo et ils repérèrent un homme européen qui pouvait être Mengele. Il informa ses supérieurs mais la lourde logistique nécessaire à la capture, les limitations financières et le besoin de se concentrer sur les voisins immédiats d'Israël poussèrent les chefs du Mossad à mettre un terme à l'opération en 1962, après une traque très longue et infructueuse.

## Mort
Mengele et les Stammer achetèrent une maison à Caieiras en 1969. Quand Wolfgang Gerhard se rendit en Allemagne en 1971 pour faire soigner son épouse et son fils, il laissa sa carte d'identité à Mengele. À la suite d'une dispute à la fin de l'année 1974, peut-être en raison d'une relation entre Mengele et Gitta Stammer,, le trio se sépara et Mengele s'installa seul à Eldorado dans un bungalow qu'il louait aux Stammer. Rolf, qui n'avait pas vu son père depuis son séjour en Europe en 1956, lui rendit visite en 1977 et il rapporta avoir découvert un nazi impénitent, qui déclarait n'avoir personnellement blessé personne et n'avoir fait que son devoir. La santé de Mengele se détériorait depuis 1972 et il fut victime d'un accident vasculaire-cérébral en 1976. Il souffrait d'hypertension et d'une infection de l'oreille qui perturbait son sens de l'équilibre. Alors qu'il se trouvait chez ses amis Wolfram et Liselotte Bossert dans la ville côtière de Bertioga le 7 février 1979, il eut une nouvelle attaque alors qu'il se baignait et il se noya. Il fut enterré à Embu sous le nom « Wolfgang Gerhard » dont il utilisait la carte d'identité depuis 1971.
Le destin de Mengele après son départ de Buenos Aires en 1960 étant inconnu, des témoins rapportèrent l'avoir identifié dans le monde entier. Wiesenthal affirma avoir des informations qui le situaient sur l'île grecque de Kythnos en 1960, au Caire en 1961, en Espagne en 1971 et au Paraguay en 1978, dix-huit ans après son départ du pays. Il continua jusqu'en 1985 à déclarer publiquement qu'il était encore en vie et offrit une forte récompense pour sa capture. L'organisation d'un procès en l'absence de l'accusé à Jérusalem en février 1985 avec le témoignage d'une centaine de victimes de ses expérimentations, raviva l'intérêt du public pour le sujet et peu après, les gouvernements ouest-allemand, israélien et américain lancèrent un programme en commun pour le retrouver. Des récompenses pour sa capture furent offertes par les gouvernements israélien et ouest-allemand, le New York Times et le centre Simon-Wiesenthal.
Le 31 mai 1985, à l’instigation du parquet de Francfort, la police perquisitionna la maison de Hans Sedlmeier, un vieil ami de Mengele et le responsable des ventes de l'entreprise familiale de Guntzbourg. Elle découvrit un carnet d'adresses et des copies de lettres dont l'une écrite par Bossert l'informait de la mort de Mengele. Les autorités allemandes informèrent la police brésilienne qui interrogea les Bossert et ces derniers révélèrent l'emplacement de la tombe. Les restes furent exhumés le 6 juin 1985 et des examens médico-légaux poussés révélèrent avec une forte probabilité qu'il s'agissait effectivement du corps de Mengele et tout doute fut levé après une analyse génétique en 1992. Le 10 juin 1985, Rolf publia une déclaration dans laquelle il reconnaissait que le corps était bien celui de son père et indiquait que sa mort avait été gardée secrète pour couvrir ceux qui l'avaient protégé pendant toute sa fuite. La famille refusa que les restes fussent rapatriés en Allemagne et ils demeurent depuis à l'Institut médico-légal de São Paulo.

## Dans la culture populaire

### Romans
- 1976 : Ces garçons qui venaient du Brésil (en) d'Ira Levin. Un chasseur de nazi découvre que Mengele a prélevé des cellules vivantes sur Hitler et les a injectées à 94 femmes allemandes qui ont donné naissance à des garçons qui se ressemblent.
- 1978 : La Traque (The Climate of Hell) d'Herbert Lieberman, publié en français en 1979 (éditions du Seuil - traduction Serge Grunberg)
- 2008 : Une douce flamme (A Quiet Flame) de Philip Kerr, publié en français en 2010.
- 2012 : La bibliothécaire d'Auschwitz (la bibliotericaria de Auschwitz, Espagne, 2012) d'Antonio G. Iturb, publié en français en 2020 : Mengele croise souvent Dita Kraus, la bibliothécaire.
- 2015 : Naître et survivre : Les bébés de Mauthausen de Wendy Holden.
- 2016 : Mischling d'Affinity Konar, publié en anglais : l'histoire de jumelles victimes des expériences de Mengele à Auschwitz en 1944
- 2017 : La Disparition de Josef Mengele d'Olivier Guez. Selon son éditeur, Grasset, l'auteur s'appuie sur des travaux historiques récents[112], et s'est documenté durant trois années[113]. Ce roman a valu le prix Renaudot 2017 à son auteur.
- 2023 : Anna Stuart, La sage-femme d’Auschwitz, J’ai Lu.

### Cinéma
- 1976 : Marathon Man, film américain réalisé par John Schlesinger
- 1978 : Ces garçons qui venaient du Brésil (The Boys from Brazil), film britanno-américain réalisé par Franklin J. Schaffner
- 1984 : L'Enfer de la violence (The Evil that Men Do), film américain réalisé par J. Lee Thompson
- 1993 : La Liste de Schindler, film américain réalisé par Steven Spielberg
- 2001 : The Grey Zone, film américain réalisé par Tim Blake Nelson
- 2007 : The Debt, film israélien réalisé par Assaf Bernstein
- 2010 : L'Affaire Rachel Singer (The Debt), film britannico-américain réalisé par John Madden
- 2013 : Le Médecin de famille (Wakolda), film argentino-franco-hispano-norvégien réalisé par Lucía Puenzo
- 2014 : Le Labyrinthe du silence (Im Labyrinth des Schweigens), film allemand réalisé par Giulio Ricciarelli
- 2017 : Werewolves of the Third Reich réalisé par Andrew Jones
- 2025 : La Disparition de Josef Mengele (Das Verschwinden des Josef Mengele), film franco-allemand de Kirill Serebrennikov

### Télévision
- 1995 : Mengele, le rapport final : Les Dossiers secrets du nazisme (Mengele: The Final Account), documentaire israélien réalisé par Dan Setton (France 2 éditions)
- 2007 : La Traque des nazis, téléfilm français réalisé par Daniel Costelle et Isabelle Clarke (France 2 éditions)
- 2012 - 2013 : American Horror Story : Arthur Arden, personnage de la saison 2 de la série American Horror Story, ancien nazi ayant travaillé à Auschwitz en tant que médecin, inspiré de l'histoire de Mengele.
- 2014 - 2015 : Forever, série télévisée américaine créée par Matt Miller : un immortel évoque les expériences que Mengele a faites sur lui.
- 2018 - 2019: Le Maître du Haut Château, série télévisée américaine : dans la chronologie réécrite de la série, Josef Mengele est toujours vivant et travaille sous les ordres d'Himmler.
- 2020 : Née à Auschwitz (Geboren in Auschwitz), documentaire réalisé par Eszter Cseke et András S. Takács, diffusé sur Arte. Histoire d'une femme née à Auschwitz dont la mère a subi les expériences de Mengele.

### Musique
- 1986 : la chanson Angel of Death du groupe américain Slayer.

### Radio
- Les chasseurs de nazis, réalisation Michel Pomarède, France culture, 2018[114]

### Bandes dessinées
- 1991 : Maus-Tome 2 d'Art Spiegelman, publié en 1991, édité chez Pantheon Books en anglais, Flammarion en français. L'auteur s'appuie, après 15 ans de travail acharné[115] sur les souvenirs de son père. Le docteur Mengele est cité à la page 218 de l'Intégrale de Maus.

Cet ouvrage est lauréat du festival d'Angoulême 1993
- La Disparition de Josef Mengele de Matz (scénariste) et Jorg Mailliet (illustrateur), inspiré par le livre d'Olivier Guez du même nom et parlant de la fuite de Mengele en Amérique du Sud.
- 2022 : La bibliothécaire d'Auschwitz, de Salva Rubio (scénariste) et Loreto Aroca (illustratrice). Version BD du roman du même nom sur la vie de Dita Kraus qui croisera Mengele au camp d'Auschwitz.